# Premio Simone de Beauvoir
Il Premio Simone de Beauvoir per la libertà delle donne (Prix Simone de Beauvoir pour la liberté des femmes) «viene assegnato a una persona o un'associazione, un'opera o un'azione che, ovunque nel mondo – in tutti i campi, diritto, lavoro, istruzione, ricerca, letteratura, vita quotidiana, attivismo... – difende e promuove il progresso libertà della donna, mai definitivamente acquisita».
Il premio è stato deciso su iniziativa della filosofa Julia Kristeva in occasione del centenario della morte di Simone de Beauvoir, avvenuta il 9 gennaio 1908, autrice del saggio Il secondo sesso. A partire dal 2008 viene assegnato ogni anno, di solito il 9 gennaio, dal Comité du Prix Simone de Beauvoir, con sede in 208 avenue du Maine di Parigi, la cui presidente onoraria è la figlia adottiva Sylvie Le Bon de Beauvoir.
La dotazione del premio è di 30 000 euro, finanziato da Culturesfrance, Biblioteca nazionale di Francia (Bibliothèque nationale de France, BnF), Centre national du livre ed Éditions Gallimard.

## Premiate
- 2008 – Taslima Nasreen, scrittrice bengalese[4] e Ayaan Hirsi Ali, scrittrice e attivista somala naturalizzata olandese.[5]
- 2009 – "Un milione di firme per l'abolizione delle leggi discriminatorie", collettivo iraniano rappresentato da Simin Behbahāni.[6]
- 2010 – Ai Xiaoming, professoressa del Dipartimento lingua e letteratura cinese presso l'Università Sun-Yat-sen, e Guo Jianmei, avvocata dell'organizzazione non governativa "Women's Law Studies and Legal Aid Center" presso l'Università di Pechino.[7]
- 2011 – Ljudmila Ulickaja, scrittrice e sceneggiatrice russa.[8]
- 2012 – Associazione tunisina delle donne democratiche (Association tunisienne des femmes démocrates, ATFD).[9]
- 2013 – Malala Yousafzai, attivista pachistana per i diritti umani.[10]
- 2014 – Michelle Perrot, storica francese, ha curato, con Georges Duby, Storia delle donne in occidente.[11]
- 2015 – National Museum of Women in the Arts di Washington, il solo grande museo interamente dedicato alla creatività artistica delle donne.[12]
- 2016 – Giusi Nicolini, sindaca di Lampedusa e Linosa.[13]
- 2017 – "Salviamo le donne", associazione polacca rappresentata da Barbara Nowacka.[14]
- 2018 – Aslı Erdoğan, scrittrice e attivista turca.[15]
- 2019 – Sara García Gross, attivista salvadoregna per i diritti civili e la depenalizzazione dell'aborto.[16]
- 2020 – Collettivo 490 Hors-la-loi del Marocco, rappresentato da Leïla Slimani, Sonia Terrab e Karima Nadir.[17]
- 2021 – Scholastique Mukasonga, scrittrice ruandese.[18]
- 2022 – "Maison des femmes de Saint-Denis", rappresentata da Ghada Hatem-Gantzer.[19]
- 2023 – Iraniane in lotta per la libertà, in memoria di Mahsa Amini.[20]